# مصاحبه با خون‌آشام (فیلم)
مصاحبه با خون‌آشام (انگلیسی: Interview with the Vampire) فیلمی در ژانر ترسناک، فانتزی و رمانتیک به کارگردانی نیل جوردن است که در سال ۱۹۹۴ منتشر شد.
این فیلم اولین نقش آفرینی مهم کریستن دانست محسوب می‌شود که باعث محبوبیت او شد و جوایز بسیار برای عملکرد خیلی خوب خود گرفت.

## جوایز و نامزدی‌های فیلم
- برنده جایزه تمشک طلایی بدترین زوج هنری تام کروز و برد پیت
- برنده جایزه ام‌تی‌وی تأثیر گذارترین بازیگر برد پیت
- برنده جایزه ام‌تی‌وی خواستنی‌ترین مرد برد پیت
- برنده جایزه ام‌تی‌وی بهترین بازیگر مرد برد پیت
- برنده جایزه ساترن بهترین بازیگر جوان کریستن دانست
- برنده بفتای بهترین فیلم‌برداری
- برنده بفتای بهترین طراحی تولید
- نامزد گلدن گلوب بهترین بازیگر نقش مکمل زن کریستن دانست
- نامزد گلدن گلوب بهترین موسیقی
- نامزد اسکار بهترین موسیقی
- نامزد اسکار بهترین طراحی تولید
- نامزد بفتای بهترین چهره پردازی و مو
- نامزد بفتای بهترین طراحی لباس
- نامزد جایزه ام‌تی‌وی بهترین فیلم سال
- نامزد جایزه ام‌تی‌وی بهترین آدم شرور تام کروز.
- نامزد جایزه ام‌تی‌وی بهترین اجرای دو نفره تام کروز و برد پیت.
- نامزد جایزه هوگو برای بهترین اثر نمایشی.
- نامزد جایزه برگزیده مردم برای فیلم سینمایی درام محبوب.

## بازیگران
- تام کروز
- برد پیت
- آنتونیو باندراس
- استیون ری
- کریستین اسلیتر
- کیرستن دانست
- دومیتسیانا جوردانو
- تندی نیوتون
- هلن مک‌کروری